# Johor Bahru
Johor Bahru est la capitale et la plus grande ville de l'État de Johor en Malaisie. Elle s'est beaucoup développée dans les années 1970 et 1980, du fait de sa proximité géographique avec Singapour dont elle est séparée par le détroit de Johor.

## Population
La ville compte environ 800 000 habitants.

## Histoire
Johor Bahru a été fondée en 1855 lorsque le chef souverain de Johor, le Temenggung (en) Tun Daeng Ibrahim (en), y a établi son quartier général administratif à l'emplacement d'un petit village de pêcheurs du nom de Tanjung Puteri (تنجوڠ ڤوتري). En 1858, Ibrahim renomma ce village Iskandar Puteri  (إسكندر ڤوتري). Son fils et successeur, Abu Bakar (en) inaugura le palais du sultan, l'Istana Besar (en), le 1er janvier 1866. Johor Bahru se développa alors très rapidement à partir de cette période. Plusieurs édifices furent donc construits à cette époque comme la mosquée de la ville.
En 1960, Johor Bahru s'étend encore davantage et de nouveaux quartiers sont érigés.
La cité obtient officiellement le statut de ville en 1994 et un conseil municipal y est créé.

## Économie
Johor Bahru est souvent considérée comme une banlieue de Singapour, avec de nombreux travailleurs frontaliers qui y résident, puisque les salaires pour des emplois équivalents et le coût de la vie sont plus élevés à Singapour qu'en Malaisie.
C'est pour cette raison également que beaucoup de Singapouriens vivent à Johor Bahru, y investissent (de nombreuses entreprises et propriétés leur appartiennent) ou viennent simplement y faire relâche (shopping, divertissements, restaurants…), le taux de change entre le ringgit malais (MYR) et le dollar de Singapour (SGD ou S$) favorise ce dernier.

## Transport
La ville est desservie par le train avec la gare de Johor Bahru Sentral (abrégé parfois JB Sentral), inaugurée en 2010 et qui permet notamment de rejoindre Singapour située de l'autre côté du détroit de Johor via la chaussée Johor-Singapour avec un temps de trajet de seulement cinq minutes. 
Le Malaysia-Singapore Second Link permet également de rejoindre Singapour via la périphérie ouest de Johor Bahru en traversant le détroit de Johor à l'extrémité occidentale de celui-ci.

## Personnalités liées
- Sebastian Francis, né à Johor Bahru en 1951, évêque de Panang, président de la Conférence des évêques catholiques de Malaisie, de Singapour et de Brunei, prévu cardinal en septembre 2023[2].
- Shake, ou Dato Shake (né en 1950) : chanteur malaisien, connu en France dans les années 1970 et 1980.

## Jumelage
La ville de Johor Bahru est jumelée avec les villes suivantes :
- Shenzhen (Chine) depuis juillet 2006
- Surabaya (Indonésie)
- Tangerang (Indonésie)
- Djeddah (Arabie saoudite)
- Istanbul (Turquie)
- Détroit (États-Unis)
- Kuching (Malaisie) depuis 2008

## Tourisme

### Patrimoine architectural
- Istana Besar, le palais du Sultan.

Johor Bahru comporte également une trentaine de gratte-ciel qui ont été construits depuis 1995, avec en 2015, huit gratte-ciel en construction qui feront plus de 200 mètres de hauteur.

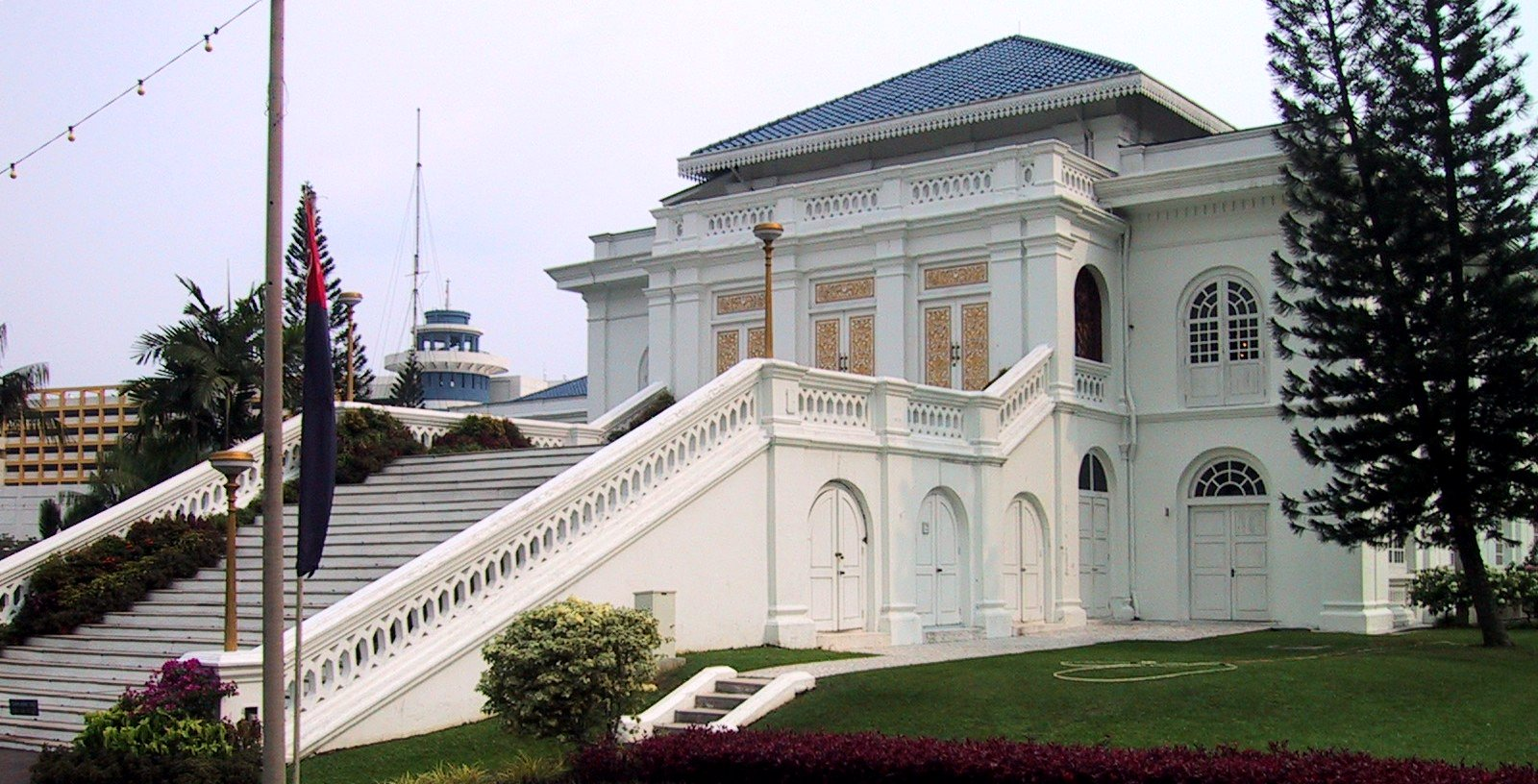
Le palais du Sultan
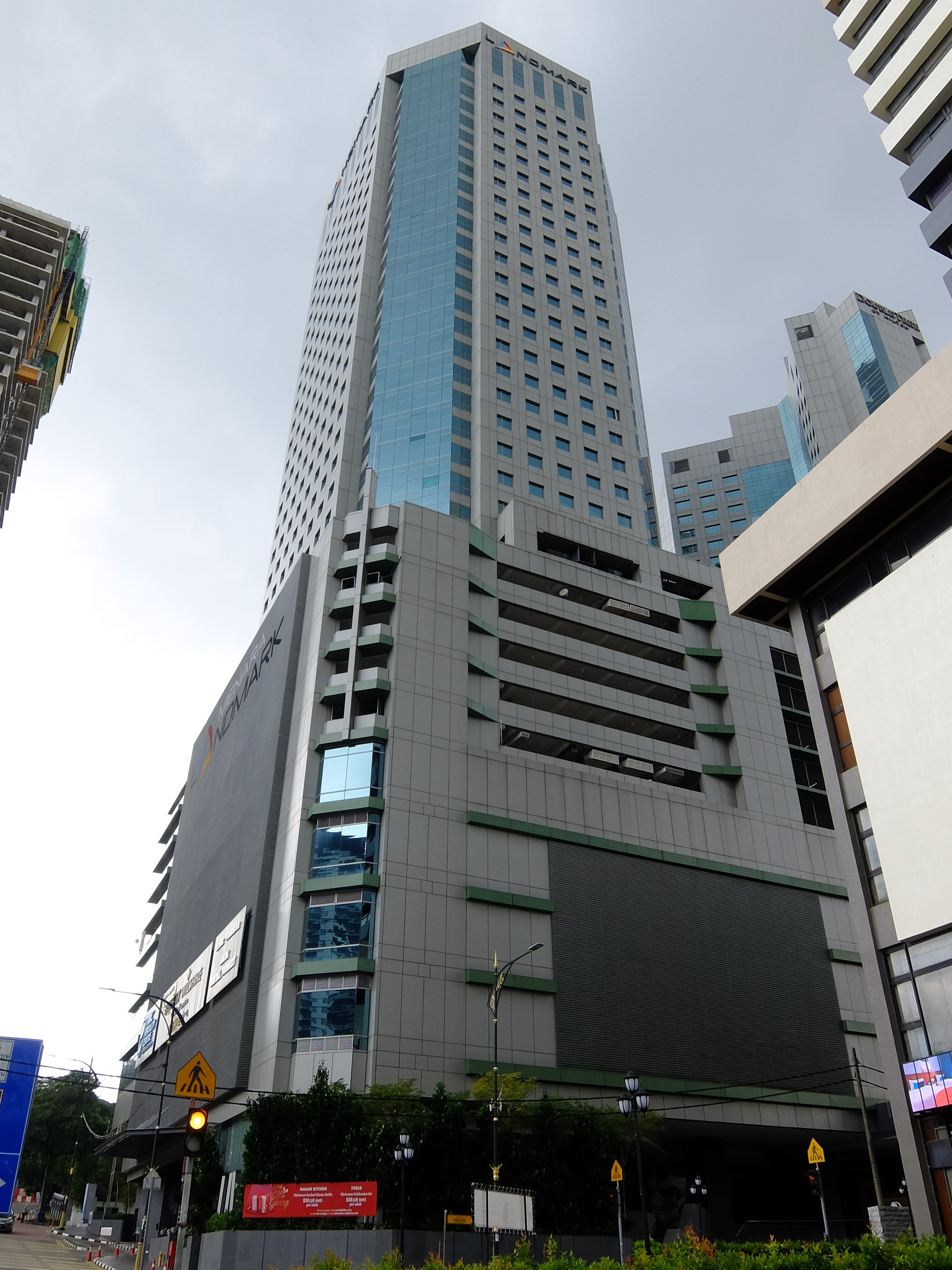
Menara Landmark

### Loisirs
- Danga World, parc d'attractions

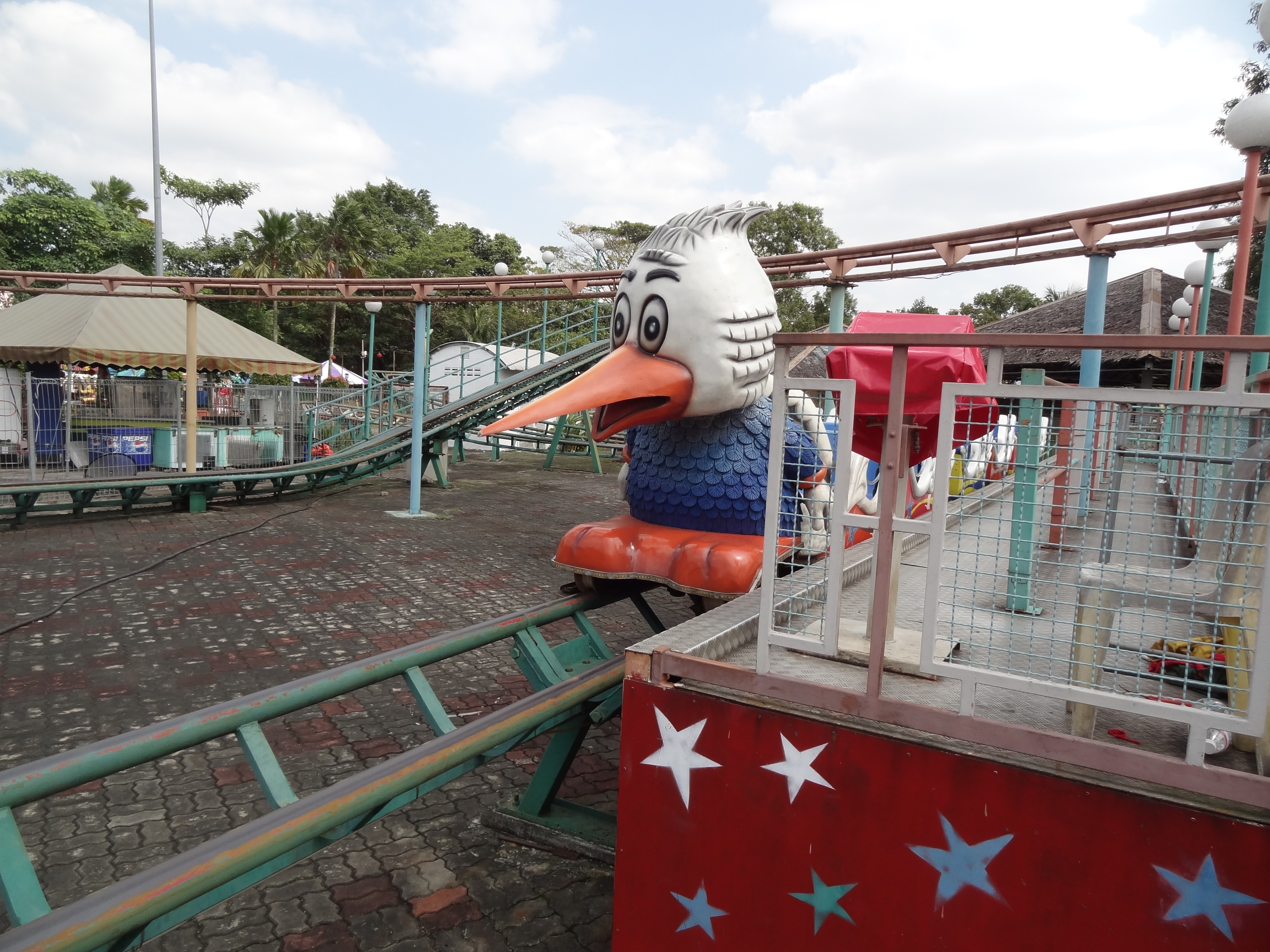
Family Coaster à Danga World